# 沈阳市公安局安康医院
沈阳市公安局安康医院隶属于沈阳市公安局，位于辽宁省沈阳市于洪区四台子。该医院是一所安康医院，是对危害社会治安的精神病人依法进行强制医疗的专门机构。

## 简介
该医院成立于1986年。
根据1996年1月4日公布施行的《沈阳市收治危害社会治安精神病人办法》第二条规定，”安康医院是我市强制收治危害社会治安精神病人的专门机构，具有治安管理和监护医治的双重职能。 “
对于收治对象，该《办法》第四条指出，
第四条 凡在我市有下列危害社会治安行为之一的精神病人，经司法
医学鉴定为无责任能力的，予以强制收治。

　　(一)有杀人、放火、强奸、爆炸、抢劫等行为的；

　　(二)以暴力行为严重扰乱党政军机关办公秩序和企事业单位生产、工
作秩序的；

　　(三)严重扰乱公共秩序、危害公共安全的；

　　(四)有其他严重影响社会治安或者威胁他人人身安全行为，应当强制
治疗的；

　　(五)病情缓解出院后，又有明显发病症状的。
该《办法》第五条指出，申报入院的前提条件是精神病司法鉴定。

第五条 精神病司法鉴定由申报入院的公安机关负责办理。 
该《办法》第六条规定了如下收治程序，

第六条 强制收治精神病人，应依照下列程序：

　　(一)居住我市需要强制收治的精神病人，由申报入院的公安机关填写
精神病人强制治疗审批表，附精神病人司法鉴定书等有关材料，由分、县
(区)公安局提出意见，报市公安局主管部门审批；

　　(二)外地流入我市的精神病人，需强制收治的，可由发现地公安机关
办理入院手续；

　　(三)遇有紧急、特殊情况，需将病人立即强制收治的，经分、县(市)
公安局领导签署意见，可直接送安康医院收治，但必须及时做出司法鉴定
、补办审批手续。 
2001年3月28日沈阳市公安局发布的《关于安康医院收治精神病人工作有关问题的通知》（沈公发〔2001〕31号）对上述第六条(三)进行了进一步明确，称，
三、(3)遇有紧急、特殊情况，需将病人立即强制收治的经分、县（市）公安局领导签署意见，可直接送安康医院收治，但是，原送治单位必须及时做出司法鉴定，补办审批手续。